# International Journal of Hyperthermia
Das International Journal of Hyperthermia, abgekürzt Int. J. Hyperthermia ist eine wissenschaftliche Fachzeitschrift, die vom Taylor & Francis-Verlag im Auftrag der folgenden Gesellschaften veröffentlicht:
- Society for Thermal Medicine
- European Society for Hyperthermic Oncology
- Japanese Society for Thermal Medicine.

Die Zeitschrift erscheint mit acht Ausgaben im Jahr. Es werden Arbeiten veröffentlicht, die sich mit Aspekten der Hyperthermie-Behandlung beschäftigen.
Der Impact Factor lag im Jahr 2015 bei 3,361. Nach der Statistik des ISI Web of Knowledge wird das Journal mit diesem Impact Factor in der Kategorie Onkologie an 83. Stelle von 213 Zeitschriften und in der Kategorie Radiologie, Nuklearmedizin und medizinische Bildgebung an 37. Stelle von 125 Zeitschriften geführt.